# Deep River (Connecticut)
Deep River es un pueblo ubicado en el condado de Middlesex en el estado estadounidense de Connecticut. En el año 2020 tenía una población de 4,415 habitantes y una densidad poblacional de 120 personas por km².

## Geografía
Deep River se encuentra ubicada en las coordenadas 41°22′03″N 72°27′50″O / 41.36750, -72.46389.

## Demografía
Según la Oficina del Censo en 2000 los ingresos medios por hogar en la localidad eran de $51,677 y los ingresos medios por familia eran $62,260. Los hombres tenían unos ingresos medios de $46,268 frente a los $32,454 para las mujeres. La renta per cápita para la localidad era de $32,604. Alrededor del 5.1% de la población estaban por debajo del umbral de pobreza.